# Ann Murray
Pour les articles homonymes, voir Murray.
Ne doit pas être confondu avec Anne Murray.
Ann Murray née le 27 août 1949 à Dublin est une cantatrice irlandaise mezzo-soprano.

## Biographie
Elle étudie le chant  au Royal College of Music de Manchester, puis à l'Opera Center à Londres. Elle obtient une bourse de la Fondation Gulbenkian pendant trois ans. Après s'être fait connaitre grâce à une émission de télévision avec Raymond Leppard, elle débute au Scottish Opera dans le rôle de Zerline dans Don Giovanni de Mozart, puis interprète Orlofski dans La Chauve-Souris de Johann Strauss, puis le rôle-titre d'Alceste de Gluck. Elle interprète Marie dans L'Enfance du Christ de Berlioz enregistrée sous la direction de Stephen Cleobury en 1989.

## Discographie sélective
- Marc-Antoine Charpentier, Te deum H.146, Magnificat H.74, Kurt Moll, basse, John Aler, ténor, Dawn Upshaw, soprano, Ethna Robinson, contralto, Academy of St Martin in the Fields, Academy of St Martin in the Fields, direction Neville Marriner. CD EMI Classics 1991